# Mixomelia erecta
Mixomelia erecta là một loài bướm đêm trong họ Noctuidae.